# Meteor Garden (serie de televisión china)
Meteor Garden (en chino simplificado, 流星花园; pinyin, Liúxīng Huāyuán) es una serie de televisión china de comedia romántica transmitida desde el 9 de julio hasta el 20 de agosto de 2018 por Hunan Television. Es una nueva versión de la serie homónima de 2001, basada en el manga Hana Yori Dango (花より男子?) de Yōko Kamio cuenta la aventura de una chica esforzada que ingresa a una prestigiosa universidad de Shanghái donde conoce a un grupo de chicos millonarios denominados F4.

## Historia
La historia se centra en  Dong Shancai, una joven que es aceptada en la Universidad privada y más prestigiosa del país, allí conoce a los "F4", un grupo exclusivo compuesto por los cuatro jóvenes más populares de la institución: DaoMing Si, Huaze Lei, Yan Ximen y Feng Meizuo, quienes provienen de las familias más ricas y quienes donan mucho dinero a la escuela.
Contrario a los F4, Shancai es una joven que proviene de una familia que apenas puede llegar a fin de mes, debido a la naturaleza de su personalidad, inmediatamente choca con los F4, especialmente con Daoming Si, el líder de los F4 un joven obstinado, temperamental y arrogante; cada vez que se encuentran pelean, sin embargo Shancai no se deja intimidar y es desafiante ante las acciones de Daoming Si, a pesar de eso cuando está a punto de darse por vencida Huaze Lei la consuela.
Finalmente tanto Daoming Si y los otros miembros del F4 reconocen la personalidad de Shancai y que es una persona que nunca se va a dejar derrotar, poco a poco Shancai comienza a ver lo bueno de los jóvenes y pronto se hacen muy buen amigos. Los F4 protegen a Shancai y Daoming Si comienza a cambiar su forma de ser por Shancai.
Poco a poco Shancai y Daoming Si comienzan a enamorarse e inician una relación. Sin embargo, en el camino se encontrarán con algunos obstáculos: Lei comienza a tener sentimientos hacia Shancai y la madre de Daoming Si se opone a la relación.
Sin embargo y en contra de todos los pronosticos, deciden estar juntos y así lo hacen.

## Reparto

### Personajes principales
- Shen Yue como Dong Shancai: Es una joven con carácter fuerte, obstinada pero amable, que no permite que ni ella ni otros sean intimidados. Cuando conoce por primera vez a los F4, tiene una mala impresión de ellos, cuando el líder Daoming Si pisa su celular, molesta por lo sucedido, confronta a los F4 y luego de hacerlos enojar, recibe una tarjeta sagrada con el símbolo del Jocker, para desafiarla a un combate por contrato. Debido a su carácter testarudo, pronto Shancai se gana el respeto de los integrantes del F4 y se hace muy buena amiga de ellos. Shancai tiene constantes enfrentamientos con Daoming si, por lo que al inicio le gusta Huaze lei, quien acude a su rescate, sin embargo poco después de verse involucrada en una serie de eventos, comienza a enamorarse de Daoming si y comienzan una relación, sin embargo durante el proceso tendrán que superar algunos obstáculos.[2]

- Dylan Wang (Wang He di) como Daoming Si (Ah-si): Es el líder de los F4. Es un joven obstinado, temperamental y arrogante, que proviene de una familia adinerada y dominante. Cree que el dinero puede comprarlo todo y se enoja fácilmente cuando algo no sale como quiere. Durante gran parte de su vida, sus padres no estuvieron presentes (su padre muere cuando él está en la escuela secundaria, mientras que su madre a menudo está ocupada dirigiendo su compañía en el extranjero), por lo que nunca maduró completamente. Aunque al inicio choca con Shancai, poco a poco comienza a enamorarse de ella, debido a su fuerte actitud frente a sus intimidaciones. A pesar de enojarse irracionalmente debido a sus celos, sus sentimientos por Shancai son fuertes y se esfuerza por protegerla a toda costa, incluso está dispuesto a arriesgar su vida e ir a los extremos con tal de mantenerla a salvo.[3]

- Darren Chen (Guān Hong) como Huaze Lei (Lei): Es uno de los miembros del F4. Aunque en el exterior Huaze lei parece un joven frío, tranquilo e indiferente para los que están fuera de su círculo de amigos, en realidad es el protector de Shancai y está agradecido hacia ella por apoyarlo en sus peores momentos. Proviene de una familia adinerada y ha sido amigo de Daoming si desde que eran niños. Aunque está enamorado de su amiga de la infancia, Teng Tangjing, quien se hace amiga de él a pesar de su comportamiento tranquilo debido a su autismo leve cuando eran jóvenes, más tarde desarrolla sentimientos por Shancai, lo que compromete su amistad con Daoming si.

- Caesar Wu (Wu Xize) como Yan Ximen: Es uno de los miembros del F4. Proviene de una familia adinerada que es dueña de una compañía de té, por lo cual él sabe mucho del tema, como con cuál hoja se hace el té. Es inteligente y se preocupa por sus amigos, a pesar de ser un joven playboy, expresa interés en Jiang Xiaoyou, la mejor amiga de Shancai.

- Connor Leong (Liang Jingkang) como Feng Meizuo: Es uno de los miembros del F4. Meizuo disfruta haciendo bromas, tiene una memoria increíble y disfruta coquetear con las mujeres. Expresa su interés por Zhou Caina, una de las competidoras de Shancai en la Competencia de Cocina China, y aunque sale durante un tiempo con ella, finalmente terminan su relación cuando se da cuenta de que ella está enamorada de otra persona.

### Personajes secundarios
| Actor                  | Personaje                 | Ocupación                                                | N.º de episodios | Duración |
| ---------------------- | ------------------------- | -------------------------------------------------------- | ---------------- | -------- |
| Li Jiaqi               | Jiang Xiaoyou             | Mejor amiga de Dong Shancai                              | -                | 2018     |
| Liu Yinhao             | Chen Qinghe               | Mejor amigo de Dong Shancai                              | -                | 2018     |
| Sun Qian               | He Yuanzi / Xiao Zi       | Prometida de Daoming Si y amiga de Shancai               | -                | 2018     |
| Dee Hsu                | Daoming Zhuang            | Hermana Mayor de Daoming Si                              | -                | 2018     |
| An Ziyi                | Li Xinhui                 | Compañera de Universidad y rival de Shancai              | -                | 2018     |
| Dong Xin               | Li Zhen                   | Amiga de Shancai, de colegio y Universidad               | -                | 2018     |
| Wang Lin (Lilian Wang) | Daoming Feng              | Madre de Daoming Si                                      | -                | 2018     |
| Sun Yihan              | Teng Tangjing             | Amiga y amada de Huaze Lei                               | -                | 2018     |
| Wang Runze             | Tian Ye                   | Chef, jefe y amigo de Shancai                            | -                | 2018     |
| Blake Abbie            | Thomas                    | Músico y amigo de Shancai                                | -                | 2018     |
| Wang Zi Zhen           | Jiang Baihe               | Compañera de Universidad de Shancai y amiga de Li Xinhui | -                | 2018     |
| Liu Ye                 | Zhou Caina                | Chef, amada de Feng Meizuo                               | -                | 2018     |
| Zhao Hua Ran           | Yan Shunping              | Amigo de Shancai y rival de Daoming Si                   | -                | 2018     |
| Zhang Li               | -                         | Madre de Shancai                                         | -                | 2018     |
| Lin Peng               | Dong Danian               | Padre de Shancai                                         | -                | 2018     |
| Wang Dong              | Ye Ming Chuan - "Terence" | Amado de Zhou Caina                                      | -                | 2018     |

### Apariciones especiales
| Actor        | Personaje  | N.º de episodios | Duración | Notas                                                            |
| ------------ | ---------- | ---------------- | -------- | ---------------------------------------------------------------- |
| Wang Yue     | Yue Ji     | -                | 2018     | Dueña de restaurante Chino en Londres. Amiga de Daoming Si...    |
| Amber Kuo    | Guo Kaijie | 1                | 2018     | Estudiante periodismo. Narra la historia de F4 a Shancai.        |
| Jin Hao Chen | Yan Zhibu  | -                | 2018     | Excompañero de colegio de Shancai - Hermanastro de Yan Shunping. |
| Harlem Yu    | Xiao Ha    | 1                | 2018     | Padre de la prometida de Daoming Si.                             |

## Episodios
La serie estuvo conformada por 50 episodios (49 episodios y 1 especial), los cuales fueron emitidos dos episodios por día todos los lunes, martes y miércoles.
Por otro lado la versión emitida por Netflix y en DVD tuvo 49 episodios. 

### Raitings
En esta tabla, los números azules representan las calificaciones más bajas y los números rojos representan las calificaciones más altas.
| Episodio | Fecha de Emisión     | Promedio de Audiencia (CSM52) | Promedio de Audiencia (CSM52) | Promedio de Audiencia (CSM52) | Promedio de Audiencia (Promedio Nacional) | Promedio de Audiencia (Promedio Nacional) | Promedio de Audiencia (Promedio Nacional) |
| Episodio | Fecha de Emisión     | Ratings                       | Audiencia Compartida          | Ranking                       | Ratings                                   | Audiencia Compartida                      | Ranking                                   |
| -------- | -------------------- | ----------------------------- | ----------------------------- | ----------------------------- | ----------------------------------------- | ----------------------------------------- | ----------------------------------------- |
| 1-2      | 9 de julio de 2018   | 1.126%                        | 8.04%                         | 4                             | 1.11%                                     | 9.68%                                     | 3                                         |
| 3-4      | 10 de julio de 2018  | 1.032%                        | 7.023%                        | 4                             | 1.11%                                     | 9.03%                                     | 4                                         |
| 5-6      | 11 de julio de 2018  | 0.991%                        | 6.731%                        | 5                             | 1.12%                                     | 8.85%                                     | 4                                         |
| 7-8      | 16 de julio de 2018  | 0.931%                        | 7.045%                        | 6                             | 1.1%                                      | 9.77%                                     | 3                                         |
| 9-10     | 17 de julio de 2018  | 0.919%                        | 6.803%                        | 8                             | 1.12%                                     | 9.57%                                     | 4                                         |
| 11-12    | 18 de julio de 2018  | 0.983%                        | 7.254%                        | 8                             | 0.97%                                     | 8.71%                                     | 4                                         |
| 13-14    | 19 de julio de 2018  | 0.922%                        | 6.42%                         | 9                             | 1.12%                                     | 9.24%                                     | 4                                         |
| 15-16    | 23 de julio de 2018  | 0.861%                        | 6.726%                        | 9                             | 0.97%                                     | 9.07%                                     | 5                                         |
| 17-18    | 24 de julio de 2018  | 0.893%                        | 6.571%                        | 8                             | 1.09%                                     | 9.76%                                     | 4                                         |
| 19-20    | 25 de julio de 2018  | 0.969%                        | 7.042%                        | 8                             | 0.99%                                     | 8.6%                                      | 3                                         |
| 21-22    | 30 de julio de 2018  | 0.916%                        | 6.876%                        | 6                             | 1%                                        | 8.92%                                     | 4                                         |
| 23-24    | 31 de julio de 2018  | 0.914%                        | 6.792%                        | 5                             | 1.09%                                     | 9.31%                                     | 4                                         |
| 25-26    | 1 de agosto de 2018  | 0.872%                        | 6.584%                        | 6                             | 0.81%                                     | 7.21%                                     | 5                                         |
| 27-28    | 6 de agosto de 2018  | 0.824%                        | 6.46%                         | 7                             | 0.89%                                     | 8.07%                                     | 4                                         |
| 29-30    | 7 de agosto de 2018  | 0.781%                        | 6.058%                        | 7                             | 0.92%                                     | 7.92%                                     | 4                                         |
| 31-32    | 8 de agosto de 2018  | 0.792%                        | 6.027%                        | 6                             | 0.97%                                     | 8.61%                                     | 4                                         |
| 33-34    | 13 de agosto de 2018 | 0.756%                        | 5.808%                        | 7                             | 0.84%                                     | 7.59%                                     | 5                                         |
| 35-36    | 14 de agosto de 2018 | 0.749%                        | 5.771%                        | 5                             | 0.78%                                     | 7.22%                                     | 4                                         |
| 37-38    | 15 de agosto de 2018 | 0.669%                        | 5.325%                        | 6                             | 0.72%                                     | 6.66%                                     | 4                                         |
| 39-40    | 20 de agosto de 2018 | 0.751%                        | 5.879%                        | 3                             | 0.77%                                     | 7.31%                                     | 3                                         |
| 41-42    | 21 de agosto de 2018 | 0.709%                        | 5.595%                        | 3                             | 0.69%                                     | 6.33%                                     | 3                                         |
| 43-44    | 22 de agosto de 2018 | 0.592%                        | 4.336%                        | 7                             | 0.57%                                     | 5.1%                                      | 5                                         |
| 45-46    | 27 de agosto de 2018 | 0.713%                        | 5.694%                        | 7                             | 0.61%                                     | 6.09%                                     | 3                                         |
| 47-48    | 28 de agosto de 2018 | 0.586%                        | 4.658%                        | 4                             | 0.6%                                      | 5.95%                                     | 4                                         |
| 49-50    | 29 de agosto de 2018 | 0.707%                        | 5.554%                        | 8                             | 0.6%                                      | 5.7%                                      | 4                                         |
| Promedio | Promedio             | 0.841%                        | 6.32%                         | —                             | 0.9%                                      | 8%                                        | —                                         |

## Música
El soundtrack de la serie está conformado por 18 canciones.
El tema de apertura de la serie fue "For You" interpretado por Dylan Wang (王鹤棣), Darren Chen (官鸿), Caesar Wu (吴希泽) y Connor Leong (梁靖康). 
Mientras que la canción de cierre fue "Love, Existence" (爱，存在) interpretada por Qiqi Wei (魏奇奇).
| No. | Artista (as)                                      | Canción                                                  | Duración |
| --- | ------------------------------------------------- | -------------------------------------------------------- | -------- |
| 1   | Penny Dai                                         | "The Love You Want" (Night Version) [你要的爱 (深夜版)]  | 4:21     |
| 2   | Dylan Wang, Darren Chen, Caesar Wu y Connor Leong | "For You"                                                | 3:32     |
| 3   | Shennio Lin                                       | "Waiting For Someone" (等一个人)                         | 4:21     |
| 4   | Jerry Yan, Vic Chou, Ken Chu y Vanness Wu         | "Meteor Shower" (流星雨)                                 | 4:34     |
| 5   | Dylan Wang, Darren Chen, Caesar Wu y Connor Leong | "Create Memories" (创造回忆)                             | 5:17     |
| 6   | Dylan Wang, Darren Chen, Caesar Wu y Connor Leong | "Never Thought Of" (从来没想到)                          | 3:41     |
| 7   | Dylan Wang                                        | "I Don’t Even Think About It" (想都不用想)               | 4:03     |
| 8   | Dylan Wang                                        | "Extremely Important" (非同小可)                         | 2:51     |
| 9   | Darren Chen                                       | "The Tenderness Behind The Flower" (花背后的温柔)        | 3:53     |
| 10  | Connor Leong                                      | "Star Counting Shooting Stars" (星星数流星)              | 3:28     |
| 11  | Caesar Wu                                         | "I Miss You Thinking About Going Crazy" (想你想到快疯了) | 5:06     |
| 12  | Harlem Yu                                         | "Emotional" (情非得已)                                   | 4:33     |
| 13  | Clover Kao                                        | "I Miss You Thinking About Going Crazy" (想你想到快疯了) | 4:14     |
| 14  | Qiqi Wei                                          | "Love, Existence" (爱，存在)                             | 4:46     |
| 15  | Fu Yan                                            | "The Love You Want" (你要的爱)                           | 4:03     |
| 16  | Bishop Briggs                                     | "River"                                                  | 3:34     |
| 17  | A Great Big World                                 | "Say Something"                                          | 3:52     |
| 18  | Gareth Gates                                      | "Anyone of Us (Stupid Mistake)"                          | 3:48     |

## Producción
En abril del 2017 Angie Chai anunció que trabajaba en una nueva versión más completa y más llamativa de la serie taiwanesa Meteor Garden, la cual produjo en el 2001.

## Emisión internacional
- Perú: Netflix (2018).
- Colombia: Netflix (2018).
- España: Netflix (2018).
- México: Netflix (2018)
- Filipinas: ABS-CBN (2018).[8]
- Indonesia: SCTV (2018).[9]
- Malasia: 8TV (2018).
- Argentina:  Netflix (2018).